# Penstemon ramosus
Espèce
Penstemon ramosus  est une espèce de plantes de la famille des Plantaginacées, originaire d'Amérique du Nord. Il s’agit d’un synonyme de Penstemon lanceolatus. Elle est connue sous le nom de Lanceleaf Beardtongue en anglais. 

## Description
Cette espèce est pérenne et qui peut atteindre 75cm de hauteur. Les fleurs sont généralement de couleur rouge.